# Eleazar González Casas
Eleazar González Casas (San Miguel de Sema, Boyacá, Colombia, 30 de agosto de 1957) es un pedagogo y político colombiano, fue alcalde del municipio cundinamarqués de Soacha por el periodo 2016-2019.

## Biografía
De origen campesino, prestó el servicio militar en la Escuela de Infantería General José María Córdova, obtuvo su título como Subteniente del Ejército de la Reserva. Posteriormente inició sus estudios universitarios como Licenciado en Humanidades de la Universidad La Gran Colombia, con estudios en Gerencia Pública, Política y Gobernabilidad de la Universidad del Rosario, la Universidad George Washington y la Corporación Andina de Fomento.
Conocido carismáticamente como "El Profe" desde 1985 gracias a su gran desempeño en su profesión, emigra luego a Soacha en 1992 en compañía de su familia, como asesor pedagógico al Instituto Psicopedagógico Juan Pablo II de la comuna 1 del municipio.
Llegó al Concejo municipal de Soacha en 2007 obteniendo 2100 votos bajo el aval del partido Cambio Radical bajo el lema Decisión y Acción por Soacha, repitiendo luego su elección en 2011, en el cual durante su gestión denunció la planeación inadecuada de los macroproyectos de vivienda que el gobierno nacional estaba desarrollando además de la ausencia de la red semafórica de la Autopista Sur, convocando una marcha ciudadana en busca de soluciones a esta problemática, valiéndose el reconocimiento al Mejor Concejal, otorgado por la Fundación Dios Varón.
En octubre de 2014, anunció su dimisión del Concejo para lanzarse como alcalde municipal, cosa que logró en el año siguiente bajo la coalición de Cambio radical y otros partidos políticos como Partido Liberal Colombiano, ASI, Partido Verde, Opción Ciudadana, Movimiento MIRA, MAIS, obteniendo una histórica votación para la época de 48.794 votos, derrotando a su rival del Partido de la U, Juan Carlos Saldarriaga, cargo que asumió el 1 de enero de 2016, bajo el lema de gobierno "Juntos Formando ciudad".

## Alcaldía de Soacha 2016-2019
Su gobierno como alcalde de Soacha (2016-2019), se destacó por liderar una gestión ejemplar enfocada en el bienestar social y el desarrollo sostenible del municipio. Su enfoque integral abordó diversas áreas clave, marcando un hito en la historia de Soacha y consolidándose como un líder visionario y proactivo.
Bajo su liderazgo, Soacha experimentó notables mejoras en el sector educativo, con programas innovadores como la implementación de la jornada complementaria escolar de bilingüismo, brindando oportunidades a cerca de 2500 estudiantes para aprender una segunda lengua y ampliar sus horizontes académicos.
Además de su enfoque en la educación, el exalcalde también se destacó por implementar proyectos que beneficiaron directamente a la comunidad, mejorando la calidad de vida de los ciudadanos. Su visión estratégica incluyó inversiones en infraestructura, servicios públicos, ambiente y programas sociales que contribuyeron al desarrollo integral del municipio.
Uno de los logros destacados fue la iniciativa de construcción de dos megacolegios en la comuna dos, con un enfoque especial en el fortalecimiento del sistema educativo y el bienestar infantil. Se emprendieron las obras de un megacolegio con capacidad para 1,000 estudiantes, así como un Centro de Desarrollo Infantil (CDI) destinado a atender y educar a cerca de 300 niños menores de seis años. Ambas instituciones, bautizadas con el nombre de "Vida Nueva", representan un compromiso significativo con la educación y el desarrollo temprano de los niños en la localidad. La ejecución de estos proyectos fue posible gracias a un convenio entre la Alcaldía de Soacha, que aportó terrenos y cerca de 1,600 millones de pesos, el Ministerio de Vivienda, que destinó aproximadamente 22 mil millones de pesos, y la Financiera de Desarrollo Territorial (FINDETER), encargada de la viabilización, adjudicación y supervisión general de las obras.
Además de las inversiones en educación, el Profe Eleazar priorizó la mejora de la infraestructura vial en todo el municipio. Se llevaron a cabo extensas jornadas de reparcheo, abarcando diferentes sectores como Compartir, Alfagres, San Mateo, Villa Sofía II, San Fernando, Vivero y otros. Con una inversión proyectada de 970 millones de pesos, estas obras buscaban mejorar la malla vial, beneficiando a más de 20 mil habitantes de las comunas uno y cinco de Soacha.
Asimismo, se realizaron importantes trabajos de saneamiento básico con una inversión de 700 millones de pesos. Este proyecto abarcó la instalación de tuberías de 8 y 10 pulgadas en 1,850 m lineales, así como tuberías domiciliarias de 6 pulgadas en 1,400 m lineales, mejorando significativamente el sistema de alcantarillado en diferentes sectores como Danubio, Prado de las Vegas, Villa Mercedes, La Isla, El Oasis, Altos del Pino, Corinto, Luis Carlos Galán, Villa Sandra, Julio Rincón, La Cristalina y otros, beneficiando a alrededor de 150 mil personas.
Uno de los logros más significativos fue la materialización de la extensión de Transmilenio en Soacha para las fases II Y III, un proyecto de envergadura que no solo revolucionó la movilidad de la ciudad sino que también redefinió su paisaje urbano. La habilidad del Profe Eleazar para asegurar los recursos necesarios para esta mega obra, con un aporte significativo de Soacha, garantizó un desarrollo que transformó la vida de los ciudadanos. La creación de ciclorrutas, parques lineales y la recuperación de espacios públicos demostraron su visión de una ciudad más sostenible y habitable.
En el ámbito de la seguridad, su liderazgo y colaboración efectiva con las fuerzas del orden llevaron a la desarticulación de bandas delincuenciales y la captura de personas vinculadas a diversos delitos. La inauguración de la Estación de Ciudad Verde y el CAI Hogares Soacha contribuyeron significativamente a brindar seguridad a la población, evidenciando un compromiso inquebrantable con el bienestar y la tranquilidad de los habitantes de Soacha.
La infraestructura también fue una prioridad, destacándose la construcción de la estación de bomberos más moderna de Cundinamarca. Esta instalación no solo fue un avance en términos de respuesta a emergencias, sino que también reflejó la atención meticulosa a las necesidades de una ciudad en constante crecimiento. La implementación de 20 puntos de Zonas Wifi convirtió a Soacha en un referente de conectividad en la región, democratizando el acceso a Internet y reduciendo la brecha digital.
En el ámbito ambiental, el Profe Eleazar González dejó un legado destacado con la recuperación del Humedal Neuta y la siembra de más de 200 mil árboles. Su enfoque en la gestión ambiental no solo preservó los recursos naturales de Soacha, sino que también contribuyó a la mitigación de inundaciones y al cuidado del entorno urbano.
La inversión en deporte no solo se tradujo en la construcción del escenario deportivo Potrero Grande , sino también en el apoyo continuo a los deportistas locales que llevaron el nombre de Soacha a lo más alto en eventos regionales, nacionales e internacionales. Esta iniciativa no solo fomentó la práctica deportiva sino que también promovió el orgullo y la identidad de los ciudadanos con su comunidad.
El arreglo de la malla vial, la implementación de cuadrantes saludables, la creación del Centro Regional de Atención a Víctimas y la construcción de dos Centros Vida para adultos mayores destacan su atención a la diversidad de necesidades de la población, consolidando un gobierno centrado en el componente social.
el Profe Eleazar González dejó una huella imborrable en Soacha, siendo un líder que trascendió los límites de su mandato. Su visión, dedicación y capacidad para materializar proyectos trascendentales no solo marcaron un periodo de avance tangible sino que también inspiraron a la comunidad a aspirar a un futuro más próspero y equitativo. Su legado perdura como un testimonio de liderazgo que prioriza el bienestar y el progreso colectivo.

## Candidatura alcaldía San Miguel de Sema 2024-2027
Tras culminar su destacado mandato en el municipio de Soacha, el Profe Eleazar González decidió regresar a su municipio de origen, San Miguel de Sema, donde buscó alcanzar la Alcaldía Municipal. Con 66 años y una amplia experiencia en la gestión pública, su candidatura sorprendió a muchos habitantes del municipio, que no esperaban su regreso al ámbito político.
Su campaña, se fundamento en los pilares de "paz, educación e integración para el desarrollo", los cuales tenían como objetivo posicionar a San Miguel de Sema como un municipio avanzado en el departamento de Boyacá. El candidato aseguraba que pretendía aplicar la valiosa experiencia adquirida durante su gestión en Soacha para administrar de manera efectiva los destinos de su municipio natal.
Uno de los retos más significativos que enfrentaría el territorio es lograr una articulación más amplia con el gobierno departamental y nacional para continuar con los procesos de desarrollo y crecimiento. Eleazar González destaca la importancia de establecer alianzas estratégicas que impulsen el progreso de San Miguel de Sema, aprovechando su experiencia en la administración pública y su capacidad para gestionar recursos en beneficio de la comunidad. Con un enfoque claro en la colaboración y el desarrollo sostenible, el Profe Eleazar aspiraba a liderar una administración que propicie el bienestar y la prosperidad de su municipio natal.